# Fundición blanca
La fundición blanca es fundición de hierro en la que todo el carbono está combinado bajo la forma de cementita. Se distingue porque al fracturarse presenta un color blanco brillante. Es un tipo de fundición menos fluida que la gris y al solidificarse se produce algo de contracción.

## Estructura
El porcentaje de carbono presente en esta fundición oscila entre un 1,8 y un 3,6 %, mientras que el contenido en silicio es bastante bajo, entre el 0,5 y el 2 %. Además contiene manganeso en cantidades que oscilan entre un 0,2 y un 0,8 %, un 0,18 % de fósforo y un 0,1 % de azufre. Su estructura es fibrosa y de grano fino...

## Tipos
Las fundiciones blancas se pueden clasificar en función de la morfología y distribución de las fases que viene determinada por la etapa de enfriamiento en la que se formaron.
- Fundiciones blancas hipoeutécticas: son aquellas que están formadas por dentritas de austenita primaria transformada en perlita y ledeburita transformada.

## Propiedades
Las fundiciones blancas al contener cementita hacen que estas presenten gran dureza y fragilidad, aunque posee una gran resistencia al desgaste y a la abrasión. El punto de fusión se encuentra entre los 1100 y 1200 °C. 

## Aplicaciones
Al presentar una alta fragilidad y falta de maquinabilidad, su aplicación es muy limitada. Por ello suelen ser empleadas en aquellos casos donde la ductilidad no es un requisito principal, como por ejemplo, en camisas interiores de hormigoneras, en placas de revestimiento de molinos de trituración o en rodillos. También puede utilizarse para la fabricación de contrapesos, como por ejemplo, los utilizados para ascensores u otros medios de izaje de cargas. Su principal uso es como material base para fabricar fundiciones maleables.